# Endorser
Endorser (z języka angielskiego to endorse – aprobować, popierać) termin stosowany w kontekście muzyki – osoba lub instytucja używająca oficjalnie np. instrument, urządzenie, oprogramowanie (np. typu cyfrowa stacja robocza (digital audio workstation)) konkretnego producenta, twarz marki. Ten sposób reklamowania produktów przez firmę może być połączony z dostarczaniem endorserowi wyrobu bezpłatnie lub po obniżonej cenie.